# Alejandro Toledo

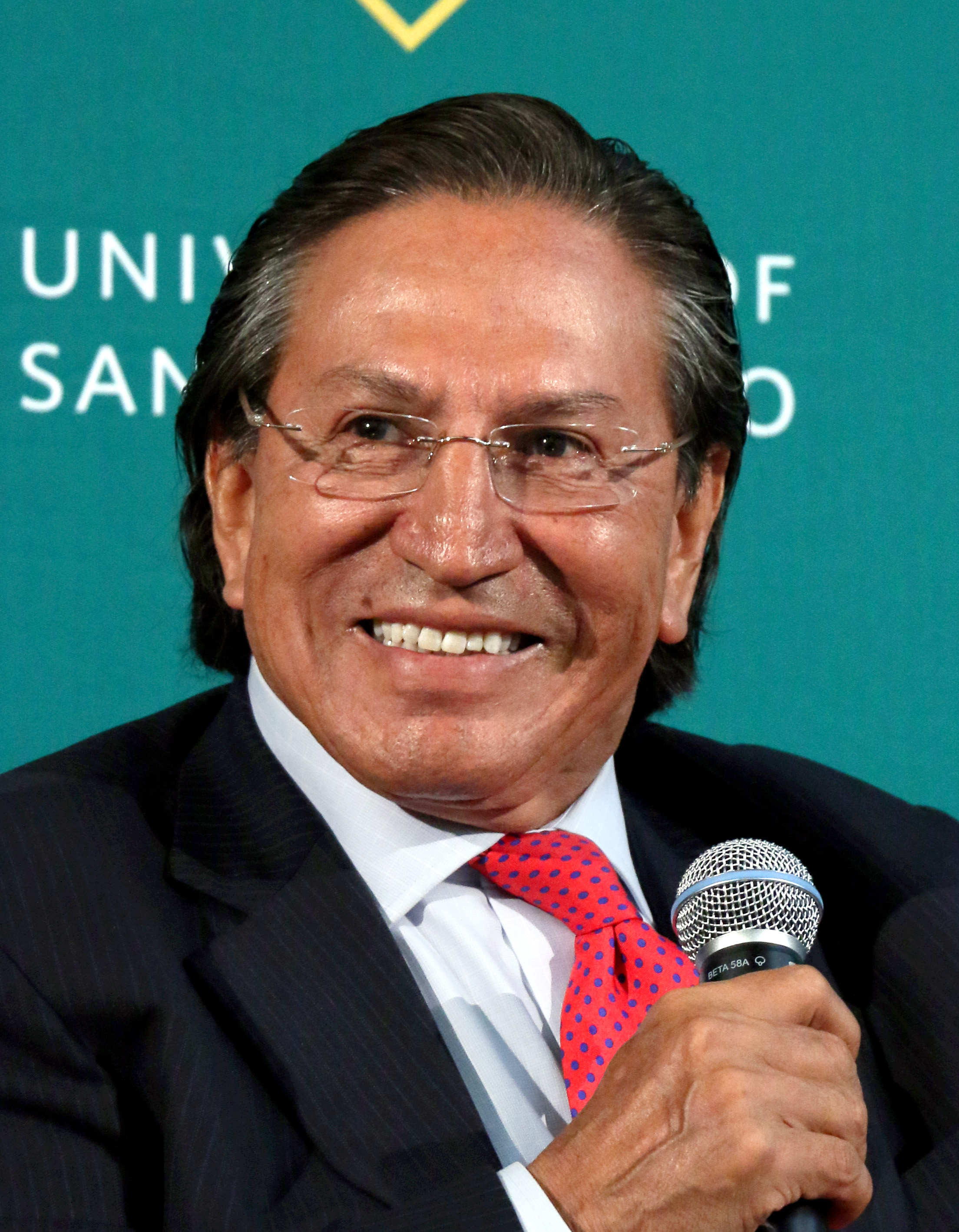
Alejandro Toledo, 2015

Alejandro Toledo Manrique (* 28. März 1946 in Ferrer, Distrikt Cabana) ist ein peruanischer Wirtschaftswissenschaftler und Politiker, der von Juli 2001 bis Juli 2006 peruanischer Staatspräsident war.
Seit April 2023 in Haft sitzend wurde Toledo Im Oktober 2024 wegen Korruption zu mehr als 20 Jahren Freiheitsstrafe verurteilt.

## Leben
Alejandro Toledo wurde in der Ortschaft Ferrer in der Provinz Pallasca (Region Ancash) in Peru als fünfter Sohn einer indigenen Familie armer Landarbeiter geboren. Im Alter von fünf Jahren zog er mit seiner Familie in die Stadt Chimbote. Während seiner Kindheit trug er als Schuhputzer und Straßenhändler zum Lebensunterhalt seiner Familie bei. Gleichzeitig besuchte er an seinem Wohnort eine staatliche Grundschule.

### Ausbildung und berufliche Tätigkeit
Die weiterführende Schulausbildung bekam Toledo an der Gran Unidad Escolar San Pedro de Chimbote. Er zeigte dabei vor allem Fähigkeiten in literarischer und journalistischer Hinsicht. Diese verhalfen ihm 1966 zur Erlangung eines Stipendiums, welches ihm ein Studium an der Universität von San Francisco in den Vereinigten Staaten ermöglichte. Er studierte dort Wirtschaftswissenschaften und erlangte 1970 den Bachelor-Grad. Einen Teil seines Geldes verdiente er sich als Halbprofi im Fußball. In den Jahren 1971 und 1972 erlangte er zwei Lizenziaturen der Universität von Stanford. 1976 legte er seine Doktorprüfung ab.
Toledo arbeitete danach am Ausbildungszentrum für Internationale Entwicklung der Universität von Stanford, am Zentralsitz der UNO, bei der Weltbank, bei der Interamerikanischen Entwicklungsbank, der United States Agency for International Development (USAID), der UNICEF und der OECD. Er lebte in New York, Washington, D.C., Genf und Paris.
Zurück in Peru, arbeitete er als Berater und Inspektor für das Institut für Internationale Entwicklung der Harvard University und für die Waseda-Universität Tokio. Er nahm eine Lehrtätigkeit für Finanz- und Rechnungswesen an der Escuela de Administración de Negocios (ESAN) in Lima auf und leitete dort das Institut für wirtschaftliche Entwicklung (Instituto de Desarrollo Económico, IDE).
1979 heiratete Alejandro Toledo die aus Belgien stammende Anthropologin Eliane Karp, deren Eltern jüdischer Abstammung sind. Toledo hat nach seiner Amtszeit einen Wohnsitz in den Vereinigten Staaten. Seine Frau hat u. a. die israelische Staatsbürgerschaft.

### Einstieg in die Politik
Im Dezember 1994 kündigte Toledo seine Kandidatur bei den Präsidentschaftswahlen 1995 an der Spitze der Parteienbündnisses País Posible an, welches zudem eine Allianz mit der Coordinadora Democrática (Code) einging. Toledo wurde zum Spitzenkandidaten der Allianz bestimmt. Obwohl ihm Umfragen 11 % der Wählerstimmen voraussagten, bekam er laut der offiziellen Auszählung lediglich 3,5 % der gültigen Stimmen. Die Wahlen wurden vom damals amtierenden Präsidenten Alberto Fujimori mit mehr als 62 % der Stimmen gewonnen.

### Präsidentschaftswahl 2000 und 2001
Zu den Wahlen im Jahre 2000 trat Toledo erneut gegen Fujimori an, diesmal an der Spitze einer von ihm selbst gegründeten Gruppierung namens Perú Posible. In einer Wahl, die von Betrugsvorwürfen und Kritik der nationalen wie internationalen Beobachter gekennzeichnet war, belegte Toledo einen umstrittenen zweiten Platz mit 40,3 % der Wählerstimmen gegenüber 49,8 % für Fujimori. Da keiner der Kandidaten die absolute Mehrheit erreichte, musste ein zweiter Wahlgang die Entscheidung bringen.
Aufgrund der Indizien für einen Wahlbetrug erklärte Toledo am 18. Mai 2000, dass er zum zweiten Wahlgang nicht mehr antreten werde, wenn dieser nicht um zwei Wochen verschoben und die beobachteten Mängel behoben würden. Da Fujimori darauf nicht einging, zog Toledo seine Kandidatur zurück und forderte seine Anhänger zur Abgabe leerer oder ungültiger Stimmzettel auf. Dennoch erhielt er im zweiten Wahlgang offiziell 25,6 % der Wählerstimmen, während 31 % der Stimmzettel leer oder ungültig waren. Von nun an personifizierte Toledo den friedlichen Widerstand gegen die dritte Amtsperiode der Regierung Fujimori. Am 28. Juli 2000 gab es einen Tag nationaler Proteste (bekannt als „La marcha de los Cuatro Suyos“). Nach dem Rücktritt und dem selbst gewählten Exil Fujimoris in Japan übernahm der Parlamentspräsident Valentín Paniagua Corazao die Amtsgeschäfte des Präsidenten und setzte für den Mai 2001 Neuwahlen an.
Das Ansehen von Toledo litt in dieser Zeit unter einem Vaterschafts-Prozess, besonders nachdem Jaime Bayly, ein in Lateinamerika bekannter und beliebter Entertainer und früherer Freund Toledos, die Fronten wechselte und Toledos Tochter unterstützte. Er lud Toledos Tochter Zarai in seine Show ein, wo diese ihre Position im Gespräch vorstellen konnte. Baylys Angebot, die DNA Vaterschaftsuntersuchungen zu bezahlen, war letztlich entscheidend für die Anerkennung der Vaterschaft. Die Anerkennung der Vaterschaft 2002 nach seiner Wahl zum Präsidenten Perus legte den Streit bei und vermied eine DNA-Probe. Es gilt als gesichert, dass seine Wahl zum Präsidenten ernsthaft gefährdet gewesen wäre, wenn Toledo seine Vaterschaft vor der Wahl hätte einräumen müssen. Toledo  bezeichnete die Vaterschaftsklage stets als „Manipulation der Regierung Fujimori“, obwohl die Klage bereits vor dem Regierungsantritt Fujimoris eingereicht worden war.
Bei diesen Wahlen kandidierte Toledo gegen den früheren Präsidenten Alan García Pérez und die Rechtsanwältin Lourdes Flores. Die erste Runde gewann er mit 36,5 % der Voten, gefolgt von García mit 25,8 %. Bei der Stichwahl setzte er sich mit 52,5 % der gültigen Stimmen durch und übernahm als erster indigener Peruaner das Präsidentenamt.

### Präsidentschaft
Die Präsidentschaft Alejandro Toledos war von Unruhen und Unzufriedenheit in der Bevölkerung überschattet aufgrund der Wirtschaftslage des Landes. Im Wahlkampf hatte Toledo einen „Bruch mit der Vergangenheit“ angekündigt, besonders was die Korruption und Vetternwirtschaft unter dem Fujimori-Regime anbetraf. Viele Peruaner waren seiner Bewegung mit der Hoffnung auf mehr Arbeitsplätze beigetreten, und um die Unzufriedenheit bei seinen Parteigängern zu vermindern, bekamen Mitglieder von Perú Posible Vorzug bei der Besetzung von Stellen im öffentlichen Dienst.
Im Juni 2002 wurde die südperuanische Stadt Arequipa eine Woche lang durch Streiks und Straßenkrawalle lahmgelegt, die sich gegen die Privatisierung zweier Elektrizitätswerke der Region richteten. Es waren die schwersten Unruhen dieser Art in Peru seit einem halben Jahrhundert. Die Regierung hatte nicht mit einem derartigen Widerstand vor Ort gerechnet und sah sich gezwungen, die Privatisierungen zurückzunehmen. Auch wenn die makroökonomischen Kennziffern seit Toledos Amtsantritt ein anhaltendes Wachstum anzeigen (4,9 % im Jahre 2002), blieb Peru ein armes Land, in dem die Hälfte der Bevölkerung unterhalb der Armutsgrenze und 15 % in sehr großer Armut leben.
Weitere Kontroversen und Skandale betrafen den Präsidenten selbst. Sein Gehalt lag zu Anfang bei ca. 18.000 US-$ monatlich in einem Land, in welchem Lehrer nicht mehr als 100–200 US-$ verdienen. Im Juli 2004 bat Toledo nach Korruptionsvorwürfen Regierungsinspektoren um die Prüfung seiner Bankkonten. Für einen Skandal sorgten im März 2005 Vorwürfe, nach denen seine Bewegung Perú Posible im Jahr 2000 tausende Unterschriften gefälscht hatte, um zur Wahl zugelassen zu werden. Eine polizeiliche Untersuchung ergab, dass etwa 70 % der Unterschriften falsch waren. Die Schwester Toledos stand zeitweilig unter Hausarrest, da sie unter Verdacht stand, eine „Fälscherwerkstatt“ betrieben zu haben. Toledo selbst kooperierte nur zögerlich mit den Aufklärern im peruanischen Kongress. Für einen weiteren Skandal steht die Ehefrau Toledos. Sie benutzte die Mittel eines Weltbankkredits, der zur Unterstützung der afro-indianischen Bevölkerung vorgesehen war, um engste politische Freunde mit weit überdurchschnittlich dotierten Beraterverträgen zu versorgen. Nie vollständig aufgeklärt wurden die Geschäftsbeziehungen, die zwischen der Ehefrau Toledos und israelischen Geldanlegerkreisen bestehen. Bekannt geworden sind Offshore-Gesellschaften in Panamá, die von der Ehefrau initiiert wurden.
Insgesamt wird der gesamten Familie Toledos die Ausnutzung von Privilegien und Amtsvorteilen vorgeworfen.
Bei seiner Vereidigung im Jahre 2001 verfügte Alejandro Toledo über die Unterstützung von 59 % der Landesbevölkerung. Im März 2005 waren seine Sympathiewerte auf gerade noch 8 % gesunken – die geringste Popularität unter allen Staatsführern Lateinamerikas. Am Ende seiner Amtszeit, im Juli 2006, erreichte er jedoch wieder einen Zustimmungswert von 42 %. Durch eine von Toledo verfügte Gesetzesänderung war eine direkte Wiederwahl am 9. April 2006 ausgeschlossen.
Als Präsident begann Toledo die diplomatischen Beziehungen mit der Regierung Venezuelas zu normalisieren, denn diese hatte sich unter der Übergangsregierung seines Vorgängers Valentín Paniagua wegen des Falles Vladimiro Montesinos verschlechtert. Doch als Toledo seine ausdrückliche Unterstützung für einen gescheiterten Putsch in Venezuela erklärte, erreichten die bilateralen Beziehungen zu Venezuela ihren Tiefpunkt und wurden von Venezuela abgebrochen.

### Korruptionsverfahren und Verurteilung
Wegen Korruptionsvorwürfen im Zusammenhang mit dem Skandal um den brasilianischen Baukonzern Organização Odebrecht wurde Toledo ab dem Februar 2017 mit internationalem Haftbefehl gesucht. Die peruanische Justiz ermittelt gegen Toledo wegen Bestechlichkeit, Geldwäsche und Interessenkollision in einem besonders schweren Fall. Der inhaftierte frühere Peru-Chef der Firma beschuldigte den damaligen Präsidenten Toledo, während der Auftragsvergabe zur Fernstraße Interoceánica zwischen São Paulo und Lima zwanzig Millionen Dollar Schmiergeld vom Baukonzern Odebrecht angenommen zu haben. Die peruanischen Behörden wollten den Haftantrag detaillierter begründen, nachdem sich die USA geweigert hatten, Toledo aufgrund der aufgeführten Motive zu verhaften. Am 16. Juli 2019 wurde Toledo in den USA festgenommen. Peru verlangte seine Auslieferung, wobei ein Gericht den Antrag prüfte.
Im Jahr 2020 wurde Toledo dann in den Hausarrest entlassen. Toledo versuchte mit Rechtsmitteln gegen eine Auslieferung vorzugehen, scheiterte jedoch damit, als ein Bundesberufungsgericht im April 2023 den letzten Antrag ablehnte. Im selben Monat erschien Toledo, wie vom Gericht angeordnet, in San José vor Gericht und wurde dort festgenommen. 
Von dort aus wurde er nach Peru ausgeliefert. Er ist – neben Alberto Fujimori und Pedro Castillo – der dritte peruanische Ex-Präsident, der dort in Haft sitzt. Am 21. Oktober 2024 wurde Toledo der Korruption schuldig gesprochen und zu mehr als 20 Jahren Freiheitsstrafe verurteilt. Das Gericht sah es als erwiesen an, dass Toledo für den Zuschlag zum Bau eines Abschnitts der Fernstraße Interoceanica 35 Millionen US-Dollar (32,3 Mio. Euro) Schmiergeld angenommen hatte.

## Schriften
- Education & the Future of Latin America. Neuauflage. Lynne Rienner, Boulder 2021, ISBN 978-1-62637-957-2.